# Palazzo Dalla Torre
Palazzo Della Torre, conosciuto anche con il nome di Palazzo Dalla Torre, è un edificio civile situato a pochi passi da corso Porta Borsari a Verona, edificato in fasi successive nel corso dei secoli ma rivisitato nella seconda metà del Cinquecento dal noto architetto rinascimentale Andrea Palladio, che si concentrò in particolar modo sull'ampio cortile interno. L'edificio originale risulta significativamente modificato in seguito al bombardamento aereo che lo colpì nel corso della seconda guerra mondiale e al successivo riadattamento di una parte a cinema.

## Storia e descrizione
Giambattista Della Torre fu il committente dell'unica opera palladiana realizzata nella città di Verona. Il facoltoso veronese era legato da vincoli di parentela con i vicentini Valmarana e Marcantonio Thiene (il committente del palladiano palazzo Thiene, altra opera del Palladio), oltre che amico di intellettuali e artisti, primo fra tutti Gian Giorgio Trissino, ma anche il grande geografo Giovan Battista Ramusio, il medico Giovanni Fracastoro e l'architetto Michele Sanmicheli.
Della Torre diede la possibilità ad Andrea Palladio di intervenire nel cuore della città antica, in prossimità della romana porta Borsari, in quella che al tempo si chiamava contrada San Marco. Il progetto andava a raccordare, attorno a un cortile monumentale, una serie di edifici più o meno antichi, con l'obiettivo di dare un aspetto unitario ed elegante al tutto. La datazione dell'opera risulta estremamente ardua a causa della scarsità di documentazione e saldi supporti cronologici; la maggior parte degli studiosi, tuttavia, collocano l'inizio della costruzione al 1555. Sicuramente i lavori proseguirono a lungo, tanto che alla morte del committente, nel 1568, erano ancora in corso; l'intervento rimase quindi incompleto anche se, come ricorda lo stesso architetto nei suoi I quattro libri dell'architettura, per buona parte ultimato.

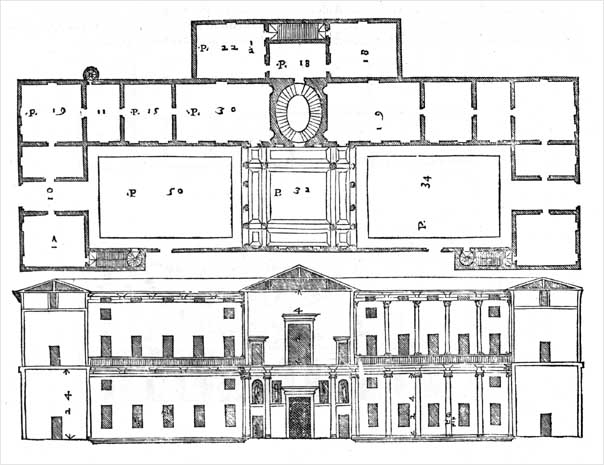
Palazzo Dalla Torre, pianta e sezione, da I quattro libri dell'architettura di Andrea Palladio, 1570

Altrettanto imperfetta è la conoscenza della reale consistenza dell'edificio al momento del termine del cantiere, ricostruibile in parte attraverso la tavola de I quattro libri, in questo caso particolarmente infida, e rilievi e descrizioni contrastanti redatti a partire dal XVIII secolo, in particolare: scarne informazioni del 1740-1748 di Francesco Muttoni; maggiori, ma ancora imprecise informazioni e il rilievo del 1776-1783 di Ottavio Bertotti Scamozzi; rilievi di Giangiorgio Zorzi che presentano diverse incongruenze rispetto a quelli di Bertotti Scamozzi, che in alcuni suoi scritti criticava aspramente; un probabile progetto di ristrutturazione di una parte del palazzo ad opera di Bartolomeo Giuliari; una mappa catastale austriaca del 1845 circa, in cui si nota che l'isolato corrispondente a quello del palazzo si caratterizza da un vasto cortile rettangolare, privo però del loggiato che avrebbe dovuto dividerlo in due parti.
Un bombardamento alleato nel 1945 ha ulteriormente compromesso la situazione, apportando gravi danni alla maggior parte del costruito. Restano tuttavia alcune fotografie, scattate molto probabilmente nel 1908, che consentono un'osservazione oggettiva dello stato del palazzo prima delle devastazioni della seconda guerra mondiale: da queste fotografie, analizzate dal Zorzi, si può riscontrare come in realtà solo una modesta parte del progetto originario fu realmente terminata. Nel dopoguerra la parte più gravemente danneggiata fu completamente demolita e ricostruita, quindi destinata a cinema, che rimase aperto fino agli anni ottanta del Novecento.
Ad oggi restano comunque cospicue testimonianze dell'edificio palladiano: un maestoso portale di accesso e un cortile con colonne e trabeazione.